# Nina Alexejewna Arefjewa
Nina Alexejewna Arefjewa (russisch Нина Алексеевна Арефьева; * 28. März 1941 in Rybinsk) ist eine sowjetische bzw. russische Hals-Nasen-Ohren-Ärztin und Hochschullehrerin.

## Leben
Arefjewa studierte in Ufa ab 1964 am Baschkirischen Staatlichen Medizin-Institut in der Therapie-Fakultät mit Abschluss 1968 und arbeitete dann dort. 1971 begann sie die dreijährige Aspirantur am Lehrstuhl für Hals-Nasen-Ohren-Heilkunde (HNO). Sie verteidigte 1975 ihre Dissertation über Ätiologie und Pathogenese der Prozesse im Mittelohr mit Erfolg für die Promotion zur Kandidatin der medizinischen Wissenschaften.
Die Probleme der Immunologie wurden Arefjewas Forschungsschwerpunkt. Sie entwickelte Methoden für die Sinusitis-Heilung und Prophylaxe sowie für die endoskopische Chirurgie. Sie verteidigte 1991 am Moskauer HNO-Forschungsinstitut ihre Doktor-Dissertation über Pathogenese, Symptomatik und Therapie der verschiedenen Formen von Rhinitis und Rhinosinusitis mit rezidivem Verlauf mit Erfolg für die Promotion zu Doktorin der medizinischen Wissenschaften.
Seit 1992 leitete Arefjewa den Lehrstuhl für HNO-Heilkunde der Baschkirischen Staatlichen Medizinischen Universität in Ufa, um 2016 Ehrenleiterin des Lehrstuhls zu werden. 1993 wurde sie zur Professorin ernannt. Von 1991 bis 2003 war sie Chef-HNO-Ärztin des Ministeriums für Gesundheitsfürsorge der Republik Baschkortostan. Sie ist Präsidentin der Assoziation der HNO-Ärzte der Republik Baschkortostan (seit 1990) und der Assoziation der Rhinologen der Russischen Föderation (seit 1997).

## Ehrungen, Preise
- Ausgezeichnete der Gesundheitsfürsorge der UdSSR (1988)[1]
- Verdiente Ärztin der Republik Baschkortostan (1997)[1]